# Романовская, Анна Анатольевна
А́нна Анато́льевна Романо́вская (род. 20 октября 1973, Москва) — российский учёный в области геоэкологии. Член-корреспондент РАН (28.10.2016), доктор биологических наук, старший научный сотрудник (2006, 2008). С 8 августа 2017 года директор Института глобального климата и экологии имени академика Ю. А. Израэля (ИГКЭ) .

## Биография
Окончила с отличием биолого-химический факультет Московского педагогического государственного университета им. В. И. Ленина (1995), где училась с 1990 года, учитель биологии. По выпуску поступила в очную аспирантуру Института глобального климата и экологии Росгидромета и РАН (ИГКЭ), где училась с 1996 по 2000 год по специальности экология, и в 2000 г. защитила кандидатскую диссертацию по экологии (биологические науки) «Антропогенная эмиссия закиси азота сельскохозяйственными землями России», с того же года работает в ИГКЭ: ведущий инженер, научный сотрудник, ведущий научный сотрудник, заведующая лабораторией, заведующая отделом мониторинга потоков парниковых газов в природных и антропогенно-нарушенных экосистемах (который возглавляет поныне), с 2015 года заместитель директора института по научной работе, а с 8 августа 2017 года — директор ИГКЭ. В 2008 г. защитила докторскую диссертацию «Основы мониторинга антропогенных эмиссий и стоков парниковых газов в животноводстве, при сельскохозяйственном землепользовании и изменении землепользования в России». Член-корреспондент Российской экологической академии (2012). В октябре 2016 года избрана членом-корреспондентом РАН по Отделению наук о Земле по специальности география. Участвует в работе МГЭИК (удостоена Нобелевской премии мира 2007 года), экспертных групп Рамочной конвенции ООН об изменении климата (РКИК) и проектах IIASA.
Член Российской делегации на международных переговорах в рамках РКИК ООН, Киотского протокола и Парижского соглашения.
Главный редактор журнала «Проблемы экологического мониторинга и моделирования экосистем» (ПЭММЭ).
Председатель оргкомитета Всероссийской научной конференции «Мониторинг состояния и загрязнения окружающей среды. Основные результаты и пути развития», посвященной Году экологии 2017 в России (март 2017).
В 2017 году в структуре Факультета экологии и техносферной безопасности Российского государственного социального университета на базе отдела измерений фонового химического загрязнения континентальных природных систем ИГКЭ была создана базовая кафедра экологического мониторинга, которой также заведует А. А. Романовская.

## Награды и премии
- Медаль ордена «За заслуги перед Отечеством» II степени (5 февраля 2024 года) — за большой вклад в развитие отечественной науки, многолетнюю плодотворную деятельность и в связи с 300-летием со дня основания Российской академии наук[8]
- Нобелевская премия мира 2007 года (в составе межправительственной группы экспертов-климатологов (МГЭИК))
- Премия им. академика А. Я. Купфера (2002),
- грамоты Министерства природных ресурсов и экологии России и Росгидромета[2].

## Семья
Замужем, двое детей.

## Научные труды
Автор 95 научных работ, также в зарубежных изданиях, в том числе 5 коллективных монографий, публиковалась в журналах «Экология», «Метеорология и гидрология», «Известия РАН. Серия географическая», «Сельскохозяйственная биология», «Доклады РАСХН», «Почвоведение».